# 十字脊顶

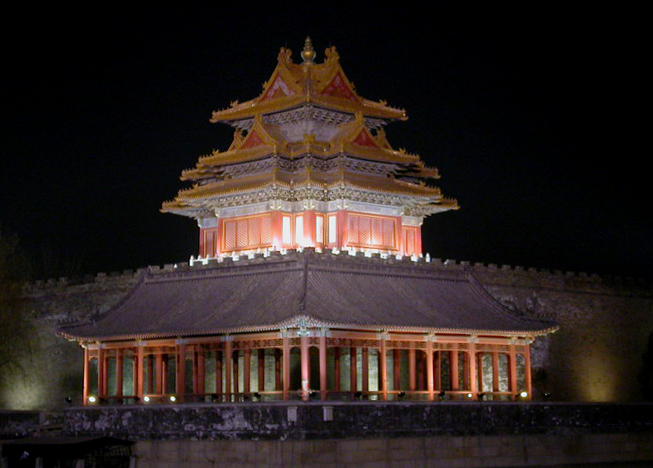
歇山式十字脊顶的北京故宫角楼

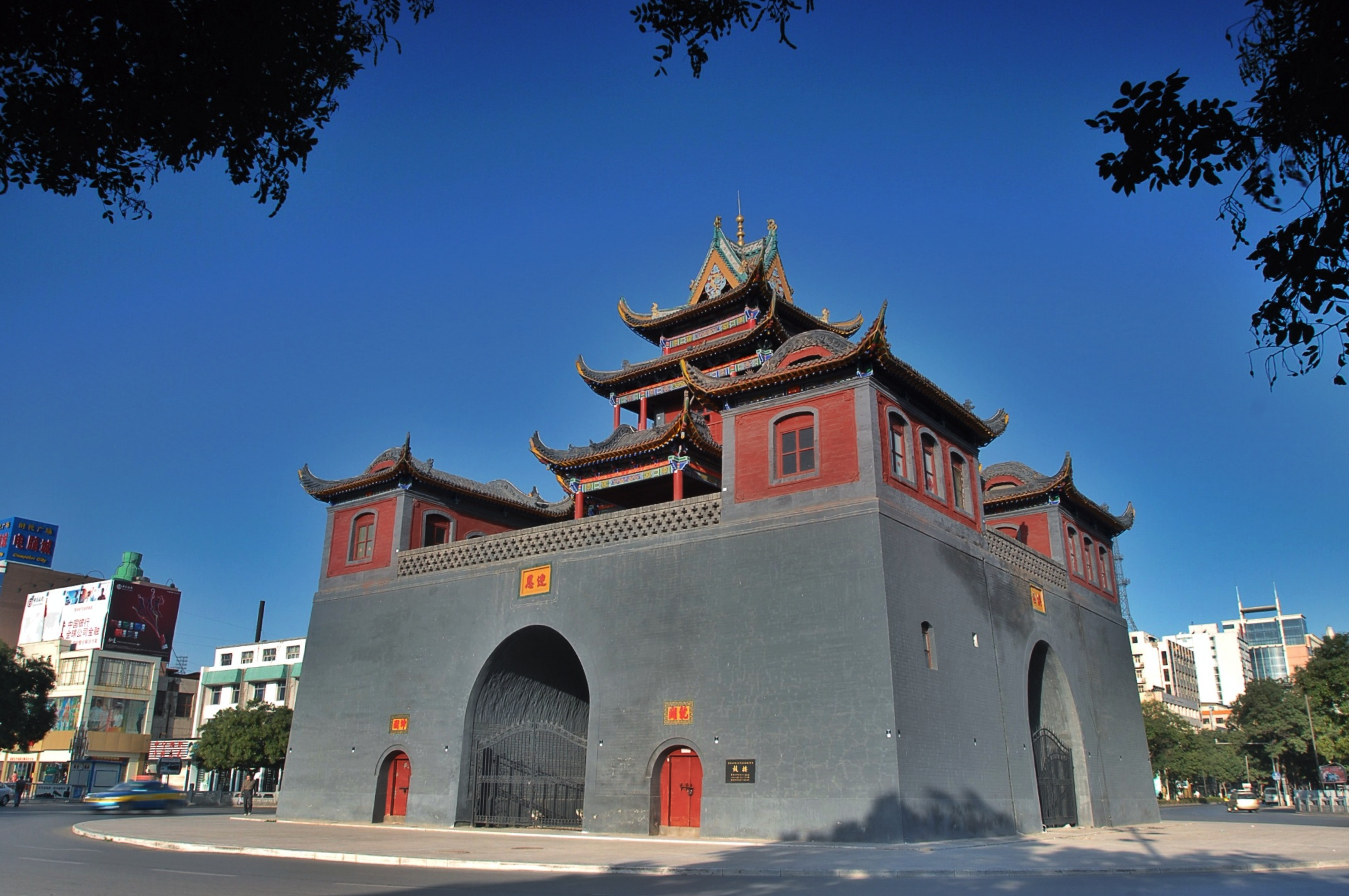
歇山式十字脊顶的銀川鼓樓

十字脊顶是中国傳統建筑的一种屋顶形式，是十字組屋的特殊形式，可以是硬山或悬山式，也可以是歇山式。
《清明上河图》中就有很多民居采用十字脊顶，其山面多采用悬山顶。后来宋代的《金明池夺标图》就出现了歇山式的十字脊顶，即四个山面都是歇山式，故又称“四面歇山顶”。硬山、懸山式的十字脊頂建築現已少見，不過2013年重建的聊城東昌府古城中存在大量的硬山十字脊頂磚屋民居，及不少歇山十字脊頂建築。
十字脊頂多出現于北方建築，不過南方一些新建仿古建築也開始應用歇山式十字脊頂，如贛縣文昌閣、溫嶺東輝閣、杭州望宸閣、休寧迴源亭，以及大量南京仿古建築等。
僧庠中常見多重簷十字脊顶。

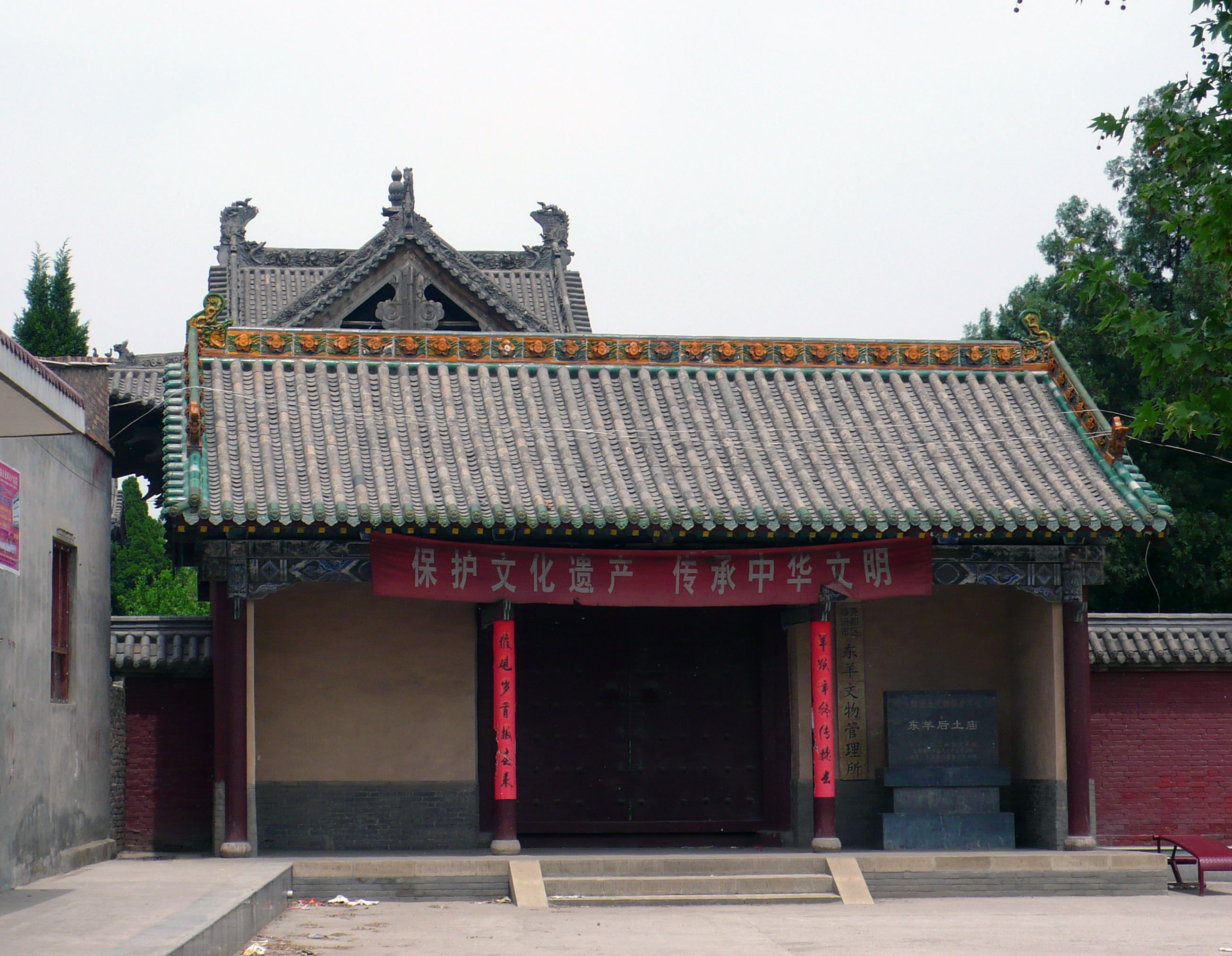
東羊后土廟的元代歇山式十字脊頂戲臺
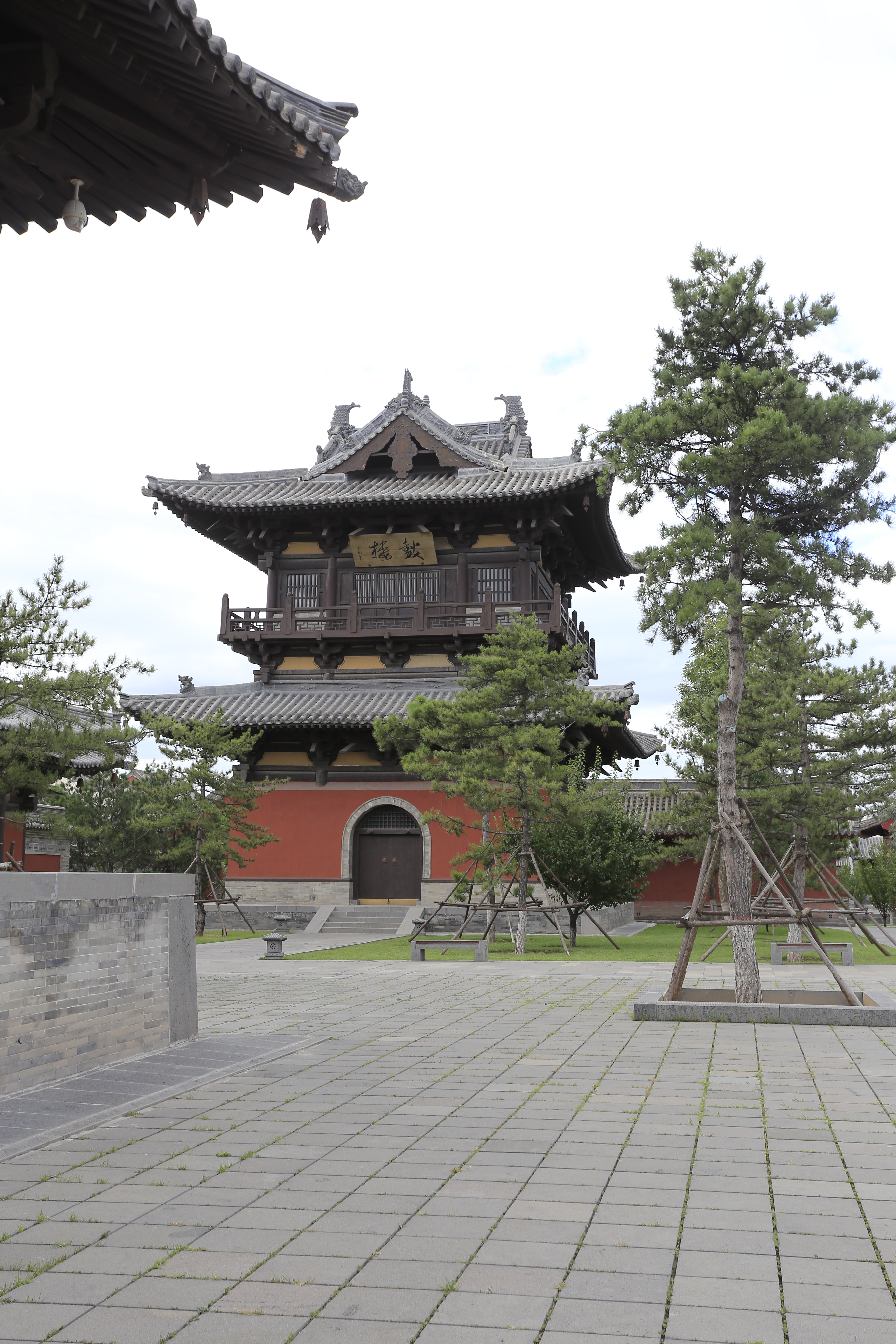
大同華嚴寺仿古鼓樓

## 起源
十字組屋（韓語：十字型 지붕）是中国及朝鮮傳統建筑，是由两个屋顶垂直相交而成，可以由硬山顶、悬山顶、歇山顶或廡殿頂組成。
朝鮮雖然沒有眞正意義上的歇山式十字脊頂，卻有一些十字（脊）歇山頂組屋，如昌德宮芙蓉亭和完州松廣寺十字閣，以及宋代的岳陽樓。注意朝鮮不少被認作十字歇山頂組屋的建築實爲帶兩個抱廈的歇山頂，不同于上述十字歇山頂組屋。
中衛鼓樓是罕見的十字脊廡殿頂組屋。注意十字脊廡殿頂一般來説衹能縮合成四角攢尖頂，所以并沒有出現廡殿式十字脊頂（理論上可通過提高廡殿頂左右兩坡和前後兩坡的斜率比來得到）的實例。
高棉寺中常見多層簷十字懸山頂。

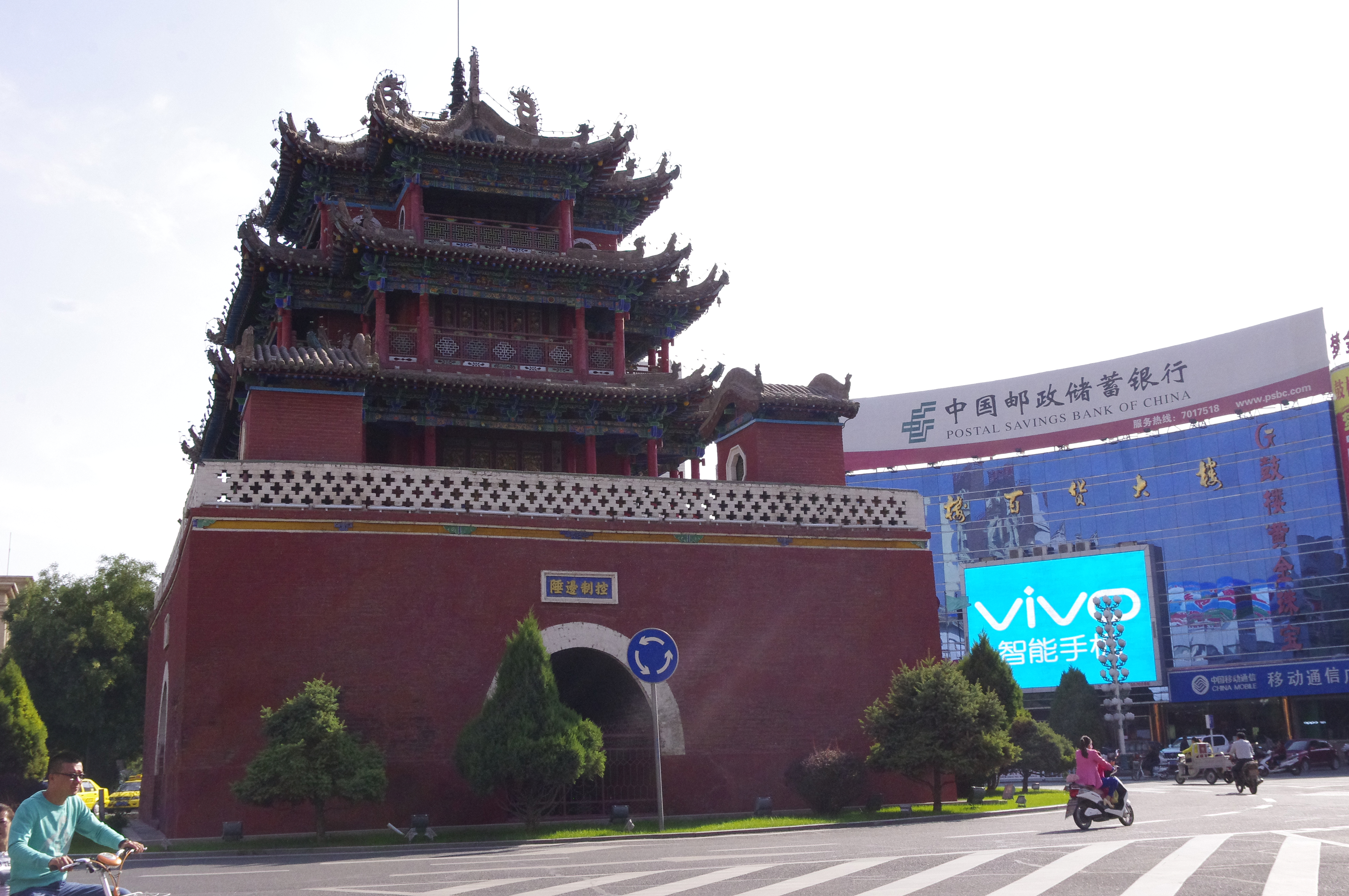
中衛鼓樓十字脊廡殿頂組屋
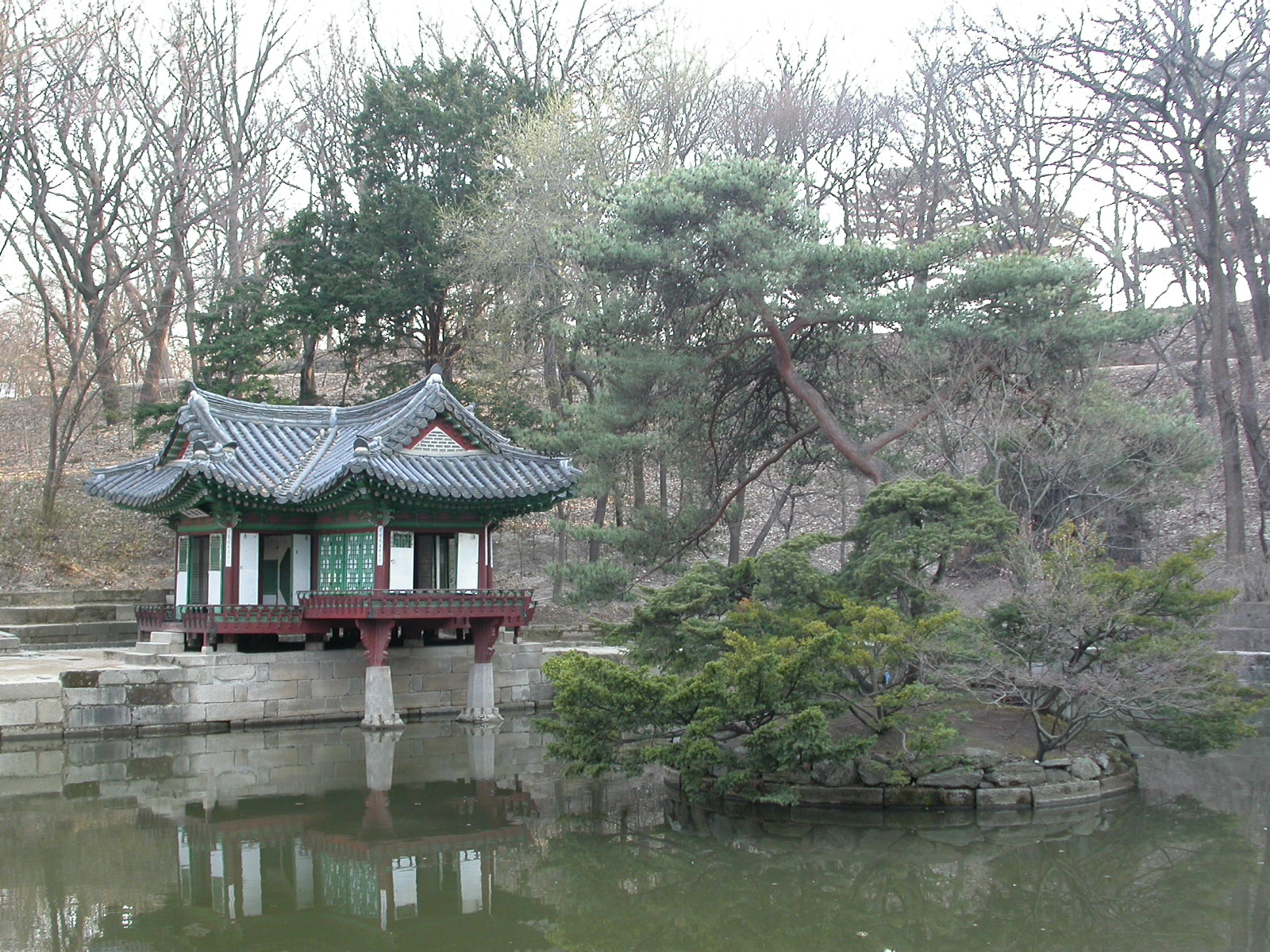
昌德宮芙蓉亭十字歇山頂組屋